# Fireproof Studios
Fireproof Studios Ltd est un studio d'art de jeux vidéo britannique basé à Guildford, en Angleterre, et fondé en septembre 2008. Fireproof Games, une division de la société, agit en tant que développeur de jeux vidéo. La société est surtout connue pour sa série de jeux vidéo de puzzle The Room, dont le premier, The Room (2012), a été nommé "Meilleur jeu britannique" aux British Academy Games Awards 2013, et s'est vendu à plus de deux millions d'exemplaires en mai 2013.

## Histoire
Fireproof Studios a été fondé le 3 septembre 2008 par Christopher Cannon, Tony Cartwright, Mark Hamilton, Barry Meade, David Rack et Damien Leigh Rayfield. Les six fondateurs étaient auparavant employés par Criterion Games et se sont rencontrés alors qu'ils travaillaient sur Burnout 3 et ont développé l'idée de travailler en équipe pendant le développement sur Burnout Paradise,.
Le studio était destiné à être un studio d'art indépendant, mais a finalement commencé à créer ses propres jeux. Fireproof Studios a crédité le créateur de LittleBigPlanet, Media Molecule, qui a externalisé la création artistique pour le contenu téléchargeable de LittleBigPlanet et LittleBigPlanet 2 à Fireproof Studios, comme une aide majeure au cours de leurs deux premières années. Fireproof Studios a travaillé en étroite collaboration avec Guerrilla Games pour fournir des niveaux artistiques multijoueurs dans Killzone: Shadow Fall et Killzone: Mercenary. Fireproof Studios a également contribué aux aspects artistiques et aux contenus de Ridge Racer Unbounded, de la série DJ Hero et de Kinect Sesame Street TV.
En 2012, Fireproof Studios a ouvert une division, Fireproof Games, qui se concentrerait sur le développement de jeux vidéo. Leur premier jeu était The Room, et ils ont depuis développé trois suites au jeu jusqu'en 2018, construisant une équipe d'environ 17 employés. Cette équipe travaillait par ailleurs sur un nouveau titre sans rapport avec les jeux The Room qui s'intitulait Omega Agent et qui est sorti en 2015. Le studio travaille depuis sur un nouveau projet sans rapport avec The Room qui sortirait sur console et PC.

### La sérieThe Room
Le principal produit de Fireproof a été une série de jeux de puzzle appelée The Room. En 2020, il y avait cinq titres disponibles pour cette série, d'abord sortis pour les appareils mobiles (iOS et Android), et par la suite porté vers Microsoft Windows et la Nintendo Switch, le jeu le plus récent étant sorti exclusivement pour la réalité virtuelle.
Chaque jeu non VR implique une série de boîtes de puzzle virtuelles très détaillées, que le joueur voit d'un point de vue à la première personne, lui donnant la possibilité de zoomer, de dézoomer et de se déplacer dans la boîte de puzzle pour localiser ses caractéristiques. Chaque boîte de puzzle nécessite que le joueur manipule des éléments sur la boîte pour accéder à des caches ou des mécanismes cachés afin d'explorer davantage le contenu de chaque boîte. La manipulation de ces éléments se fait via l'écran tactile de l'appareil (ou dans le cas de Windows, via l'interface souris), comme des poignées tournantes ou des boîtes coulissantes. Le mythe du jeu implique un cinquième élément classique appelé " Null " qui a la capacité de plier la réalité et de déformer l'esprit de ceux qui sont en contact avec elle. Certaines parties de ces boîtes sont construites à partir du Null. Le joueur peut appuyer sur une icône spéciale pour porter un oculaire qui lui permet de voir dans le Null pour découvrir des informations cachées ou manipuler des parties de la boîte de puzzle. Chaque jeu de la série comporte généralement plusieurs énigmes, avec un récit du joueur suivant les traces de celui qui avait précédemment été en contact avec le Null, laissant derrière lui des notes qui deviennent de plus en plus dérangées à chaque énigme.
Le premier jeu, The Room, a été en développement pendant 6 mois et est sorti en septembre 2012. Il a été présenté comme l"editor's choice lors de sa sortie et nommé plus tard le jeu iPad de l'année pour 2012. Lors des British Academy Video Games Awards 2012, The Room a remporté le prix du meilleur jeu britannique et a été nommé dans les catégories Meilleur Jeu Mobile et Portable, Meilleure Réalisation Artistique et Meilleur Premier Jeu. En mai 2013, The Room s'est vendu à plus de deux millions d'exemplaires.
Devant le succès du premier jeu, le studio a commencé le développement d'une suite, The Room Two, qui est sortie sur iPad le 12 décembre 2013. Fireproof Games a lancé The Room Two sur les appareils iOS et Android au début de 2014,,.
Une deuxième suite, The Room Three, est sortie pour les appareils mobiles en novembre 2015. En août 2017, Fireproof Games a noté sur leurs réseaux sociaux qu'ils n'avaient "pas de plans immédiats" pour amener le jeu sur Microsoft Windows, comme ils l'ont fait avec les épisodes précédents, mais ont ensuite changé leurs propos en notifiant qu'ils "espéraient y parvenir". " au second semestre 2018. Le port PC a ensuite été publié le 13 novembre 2018.
La troisième suite, The Room: Old Sins est sortie pour la première fois sur mobile sur iOS le 25 janvier 2018. La version Android est sortie le 18 avril 2018. Il est sorti sur Windows le 11 février 2021.
The Room VR : A Dark Matter est sorti le 26 mars 2020, un jeu de réalité virtuelle prenant en charge les appareils Meta Quest, Steam VR et PlayStation VR. The Room VR propose de nouveaux puzzles avec le joueur capable de les manipuler via des commandes VR et d'explorer des environnements.

## Jeux développés
| Titre                      | Année | Plateforme(s)                                    |
| -------------------------- | ----- | ------------------------------------------------ |
| The Room                   | 2012  | IOS, Android, Microsoft Windows, Nintendo Switch |
| The Room Two               | 2013  | IOS, Android, Microsoft Windows, Apple Arcade    |
| The Room Three             | 2015  | IOS, Android, Microsoft Windows                  |
| Omega Agent                | 2015  | Meta Quest, HTC Vive, Samsung Gear VR            |
| The Room: Old Sins         | 2018  | IOS, Android, Microsoft Windows                  |
| The Room VR: A Dark Matter | 2020  | Meta Quest, Steam VR, PlayStation VR             |